# پگی اونز
پگی اونز (انگلیسی: Peggy Evans؛ ۱۰ ژانویه ۱۹۲۱ – ۲۶ ژوئیه ۲۰۱۵) هنرپیشه اهل انگلستان بود.
وی بازیگر فیلم‌هایی همچون قبل از عاشقی، حواست را جمع کن و برق‌گیر بوده‌است.